# Piazza De Nava
Piazza Giuseppe De Nava è una piazza del centro storico di Reggio Calabria. È la piazza su cui dà il prospetto principale il Museo archeologico ed è intitolata al reggino Giuseppe de Nava, ministro del Regno d'Italia nel 1918 e nel 1921, come segno di riconoscenza dei cittadini per l'alto senso morale e per le eccezionali doti umane che il De Nava dimostrò per l'intera vita. La piazza introduce dal lato nord il Corso Garibaldi, via principale della città.

## Descrizione

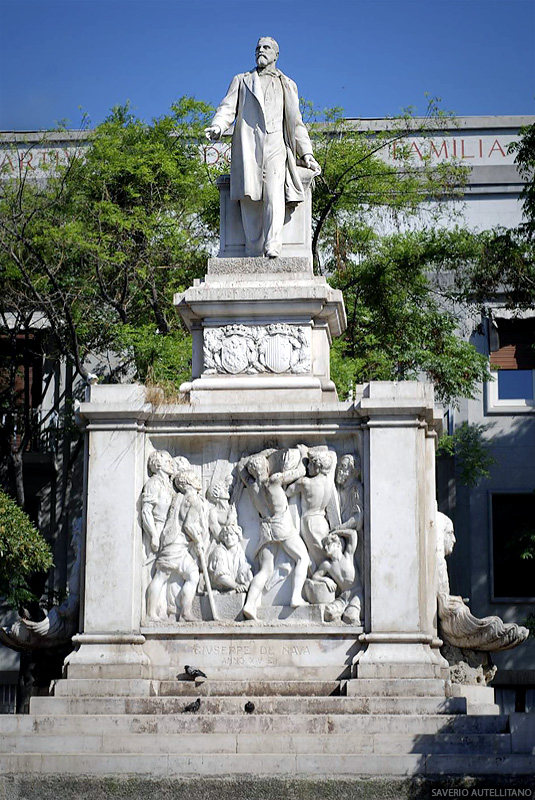
Monumento a De Nava

La piazza ha pianta planimetrica rettangolare e presenta un leggero dislivello dell'andamento del terreno in direzione mare-monti. La piazza è delimitata da una sequenza di bassi pilastrini a sezione quadrata in pietra liscia che sostengono lunghe sbarre orizzontali di forma cilindrica. L'accesso principale, preceduto da tre gradini, si trova sulla parte terminale sud della via De Nava anche se vi si può accedere dai lati che costeggiano le vie Demetrio Tripepi, Domenico Romeo e Saverio Vollaro. Al centro della piazza, adorna di palme, aranci e artistici lampioni in stile liberty, sorge il monumento a Giuseppe de Nava. Il monumento, opera di Francesco Jerace, fu eretto nel 1936 ed è costituito dalla statua del De Nava posta sopra un basamento riccamente scolpito con altorilievi che propongono nella parte più in basso scene di lavoro. Tra il basamento e la statua ci sono scolpiti due stemmi, di cui uno rappresenta San Giorgio a cavallo che con una spada uccide un drago e l'altro lo stemma della provincia. Sui lati del basamento si incastonano due fontane a forma di conchiglia che versano l'acqua in due grandi vasche sottostanti di forma semicircolare.